# 目崎徳衛
目崎 徳衛（めざき とくえ、1921年2月19日 - 2000年6月13日）は、国文学者、王朝文化研究者、専攻は日本文化史、平安文学研究。

## 人物・来歴
新潟県生まれ。1945年東京帝国大学文学部国史学科卒業、長岡工業高等専門学校助教授、文部省教科書調査官、聖心女子大学教授、のち同名誉教授。1980年に『西行の思想史的研究』で東京大学文学博士、第一回角川源義賞。1996年に『南城三余集私抄』で第三回（95年度）やまなし文学賞＜研究評論部門＞を受賞。また俳句同人誌「花守」を半世紀近く主宰し、若井新一などを輩出した。

## 著書
- 『紀貫之』吉川弘文館・人物叢書、1961、新装版1985 ISBN　9784642050180、オンデマンド版 2021、ISBN　9784642750189
- 『平安文化史論』桜楓社、1968
- 『日本詩人選　6　在原業平・小野小町』筑摩書房、1970
- 『漂泊　日本思想史の底流』角川書店・角川選書 1975
- 『日本の歴史文庫 4 平安王朝』講談社 1975、講談社学術文庫 2021
- 『出家遁世 超俗と俗の相剋』中公新書 1976
- 『王朝のみやび』吉川弘文館、1978、新版・歴史文化セレクション 2007　ISBN　9784642063050
- 『西行の思想史的研究』吉川弘文館 1978 ISBN　9784642020879、オンデマンド版　2017　ISBN　9784642720878
- 『西行』吉川弘文館・人物叢書 1980、新装版　1989 ISBN　9784642051781
- 『芭蕉のうちなる西行』花曜社 1980、角川選書 1991
- 『百人一首の作者たち 王朝文化論への試み』角川選書 1983、角川ソフィア文庫 2005
- 『古人への存問』東峰書房 1986
- 『数奇と無常』吉川弘文館 1988　ISBN　9784642072786
- 『鄙とみやび 私の古典詩歌散歩』小沢書店 1992
- 『貴族社会と古典文化』吉川弘文館 1995 ISBN　9784642022804、オンデマンド版　2018年　ISBN　9784642722803
- 『史伝後鳥羽院』吉川弘文館 2001 ISBN　9784642077811、新装版2020　ISBN	9784642083768

### 編著
- 『西行 思想読本』編 法蔵館 1984
- 『大系仏教と日本人 5 無常と美 日本的美意識の心理と論理』編 春秋社 1986

### 校訂・訳
- 『侍中群要』（校訂・解説） 吉川弘文館 1985 ISBN　4-642-02133-7、オンデマンド版、2023年、ISBN 9784642721332
- 藍沢南城『南城三余集私抄』小沢書店 1994　漢詩集の訳書

## 論文
- <目崎徳衛